# Тюрінгівська трясовина
Тюрінгівська трясовина — жаргонна загальна назва для мов програмування, які Тюрінг-повні, але мають украй примітивний синтаксис і семантику. Вони незручні для практичного програмування (через складність написання програм і низьку продуктивність), зате добре підходять для деяких інших завдань (доказ необчислюваності деяких функцій, ілюстрація базових принципів програмування і т. д.). Тому вони цікаві для інформатики. Багато езотеричних мов програмування також є «трясовинами Тюрінга». Проте зважаючи на простоту побудови і реалізації зручні для автоматичної генерації коду.
Інші можливі переклади: яма Тюрінга, смоляний колодязь Тюрінга. Дослівно: смоляна яма Тюрінга (Turing tar-pit).
54. Остерігайтеся трясовин Тюрінга, в яких можна зробити все, але нічого цікавого не можна зробити просто.— Alan Perlis, "Epigrams on Programming" // SIGPLAN Notices. - Vol. 17, No. 9, September 1982. – Р. 7-13(англ.).

## Приклади
- Комбінаторна логіка, особливо бінарна комбінаторна логіка
- INTERCAL
- Лямбда-числення, що не типізується
- OISC (машина, набір інструкцій якої містить лише одну команду ніби «відняти і перейти, якщо результат менше нуля»).
- Машина Тюрінга
- Unlambda
- MISC — Minimal Instruction Set Computing, мікропроцесори з мінімальним набором команд

Існує дві тенденції розробки «трясовин Тюрінга»: скорочення числа інструкцій і скорочення числа символів. Результати:
- Бінарна комбінаторна логіка: 2 правила переписування термів, 2 символи
- Brainfuck: 8 інструкцій, 8 символів
- Iota and Jot: 2 операції, 2 символи
- OISC: 1 інструкція, 3 символи (signed unary with a separator)
- Thue: 1 інструкція, 128+ символів